# Neromia enotes
Neromia enotes är en fjärilsart som beskrevs av Louis Beethoven Prout 1917. Neromia enotes ingår i släktet Neromia och familjen mätare. Inga underarter finns listade i Catalogue of Life.